# Axel Sengeløv
Axel Viggo Maximilian Sengeløv (20. april 1874 i København-?) var en dansk fotograf og verdensrekordindehaver i vægtløftning.
Sengeløv, som var medlem af AIK 95, satte flere rekorder i i dag afskaffede vægtløftningsdiscipliner. I 1898 stemte han 4 danske pund (2 kg) 6000 gange på 54 minutter og 31,4 sekunder. Senere satte han flere verdensrekorder i 1000 stem og andre stemøvelser. Disse discipliner var dengang en del af vægtløftningssporten og rekorder blev anerkendt af Dansk Athlet-Union og var i høj grad respekterede.